# Liste der Monuments historiques in Changey
Die Liste der Monuments historiques in Changey führt die Monuments historiques in der französischen Gemeinde Changey auf.

## Liste der Immobilien
| Bezeichnung        | Beschreibung            | Standort                  | Kennzeichnung | Schutzstatus | Datum | Bild |
| ------------------ | ----------------------- | ------------------------- | ------------- | ------------ | ----- | ---- |
| Château de Changey | 1740 erbaut             | 1 place du Château (Lage) | PA00132590    | Inscrit      | 1994  |      |
| Kirche St-Remy     | aus dem 13. Jahrhundert | Rue du Breuil (Lage)      | PA00078994    | Inscrit      | 1927  |      |

## Liste der Objekte
| Bezeichnung                           | Beschreibung                                                                           | Standort                           | Kennzeichnung | Schutzstatus | Datum | Bild |
| ------------------------------------- | -------------------------------------------------------------------------------------- | ---------------------------------- | ------------- | ------------ | ----- | ---- |
| Skulptur Heiliger Remigius (1)        | Stein, 19. Jahrhundert                                                                 | außen an der Kirche St-Remy (Lage) | PM52001198    | Classé       | 1974  |      |
| Skulptur Madonna mit Kind             | Holz, farbig gefasst und vergoldet, 18. Jahrhundert                                    | in der Kirche St-Remy (Lage)       | PM52001195    | Classé       | 1967  |      |
| Monstranz                             | Silber, vergoldet, zwischen 1831 und 1838, von Alexis Renaud                           | in der Kirche St-Remy (Lage)       | PM52001554    | Inscrit      | 1975  |      |
| Hauptaltar                            | mit Wandvertäfelung des Chorraums; Holz, farbig gefasst und vergoldet, 18. Jahrhundert | in der Kirche St-Remy (Lage)       | PM52001197    | Classé       | 1967  |      |
| Prozessionskreuz                      | Metall, versilbert, 19. Jahrhundert                                                    | in der Kirche St-Remy (Lage)       | PM52001548    | Inscrit      | 1975  |      |
| Prozessionsstab Heilige Barbara       | Holz, farbig gefasst und vergoldet, Mitte des 19. Jahrhunderts                         | in der Kirche St-Remy (Lage)       | PM52001549    | Inscrit      | 1975  |      |
| Prozessionsstab Madonna mit Kind      | Holz, farbig gefasst und vergoldet, 19. Jahrhundert                                    | in der Kirche St-Remy (Lage)       | PM52001550    | Inscrit      | 1975  |      |
| Kelch und Patene                      | Silber, vergoldet, zwischen 1826 und 1837, von Charles-Denis-Noël Martin               | in der Kirche St-Remy (Lage)       | PM52001555    | Inscrit      | 1975  |      |
| Prozessionsstab Heiliger Remigius (?) | Holz, farbig gefasst und vergoldet, Mitte des 19. Jahrhunderts                         | in der Kirche St-Remy (Lage)       | PM52001551    | Inscrit      | 1975  |      |
| Altarkreuz                            | Silber, nach 1838                                                                      | in der Kirche St-Remy (Lage)       | PM52001552    | Inscrit      | 1975  |      |
| Kelch, Patene und Ziborium            | Silber, vergoldet, zwischen 1830 und 1862, von François-Hubert Martin                  | in der Kirche St-Remy (Lage)       | PM52001553    | Inscrit      | 1975  |      |
| Skulptur Heiliger Remigius (2)        | Holz, farbig gefasst und vergoldet, 18. Jahrhundert                                    | in der Kirche St-Remy (Lage)       | PM52001196    | Classé       | 1967  |      |